# تاكيو تاكي
تاكيو تاكي (باليابانية: 武井武雄) (25 يونيو 1894، ناغانو في اليابان - 7 فبراير 1983 في اليابان)؛ رسام، رسام توضيحي وروائي ياباني. درس في جامعة طوكيو للفنون.